# Ortler
Ortler (wł. Ortles) – szczyt w Alpach Retyckich, części Alp Wschodnich. Leży w północnych Włoszech w regionie Południowy Tyrol, blisko granicy ze Szwajcarią. W przeszłości był najwyższym szczytem Austro-Węgier, obecnie to najwyższy szczyt Południowego Tyrolu, a zarazem jeden z najwyższych w Alpach Wschodnich. Wysokość 3905 m n.p.m., na starszych mapach podawane jest 3899 m n.p.m.

## Topografia
Ortler stanowi najwyższy wierzchołek rozległego Masywu Ortleru (niem. Ortler Gruppe), wchodzącego w skład Alp Retyckich. Ortler wypiętrza się z górą 2000 m ponad otaczającymi go dolinami: leżącą od wschodu Suldental i położoną na zachodzie - Val di Zebrú. U podnóża szczytu, po jego wschodniej stronie znajduje się niewielka miejscowość Innersulden, rozbudowująca się obecnie w ważny ośrodek turystyki i sportów zimowych. Do miejscowości tej dojechać można prowadzącą serpentynami szosą stanowiącą odgałęzienie szosy wysokogórskiej biegnącej z Południowego Tyrolu przez przełęcz Stelvio do włoskiego miasteczka Bormio.
Ortler stanowi wybitny szczyt, wyróżniający się w całym regionie, zwłaszcza od strony północnej i północno-zachodniej. Przy dobrej pogodzie jest widoczny z większości wybitnych szczytów Alp Wschodnich.

## Geologia
Podobnie jak cały Masyw Ortleru Ortler zbudowany jest ze skał osadowych przechodzących miejscami w skały metamorficzne. Podstawę szczytu stanowią łupki krystaliczne należące do rdzenia Wschodnich Alp Centralnych. Zalegają na nich skały osadowe wieku mezozoicznego, wśród których przeważają szare dolomity, miejscami nieznacznie zmetamorfizowane, zwane niekiedy Dolomitami Ortleru. Umieszcza się je często w obrębie tzw. Jednostek Penińskich płaszczowinowej budowy Alp. Występują także szare łupki i margle o niewielkim lub znikomym stopniu metamorfizacji. Procesy metamorfizacyjne przebiegały jednak niejednorodnie i lokalnie skały osadowe przechodzą w łupki krystaliczne. Wszystkie te skały są na ogół dość kruche i łatwo ulegają erozji.

## Turystyka i alpinizm

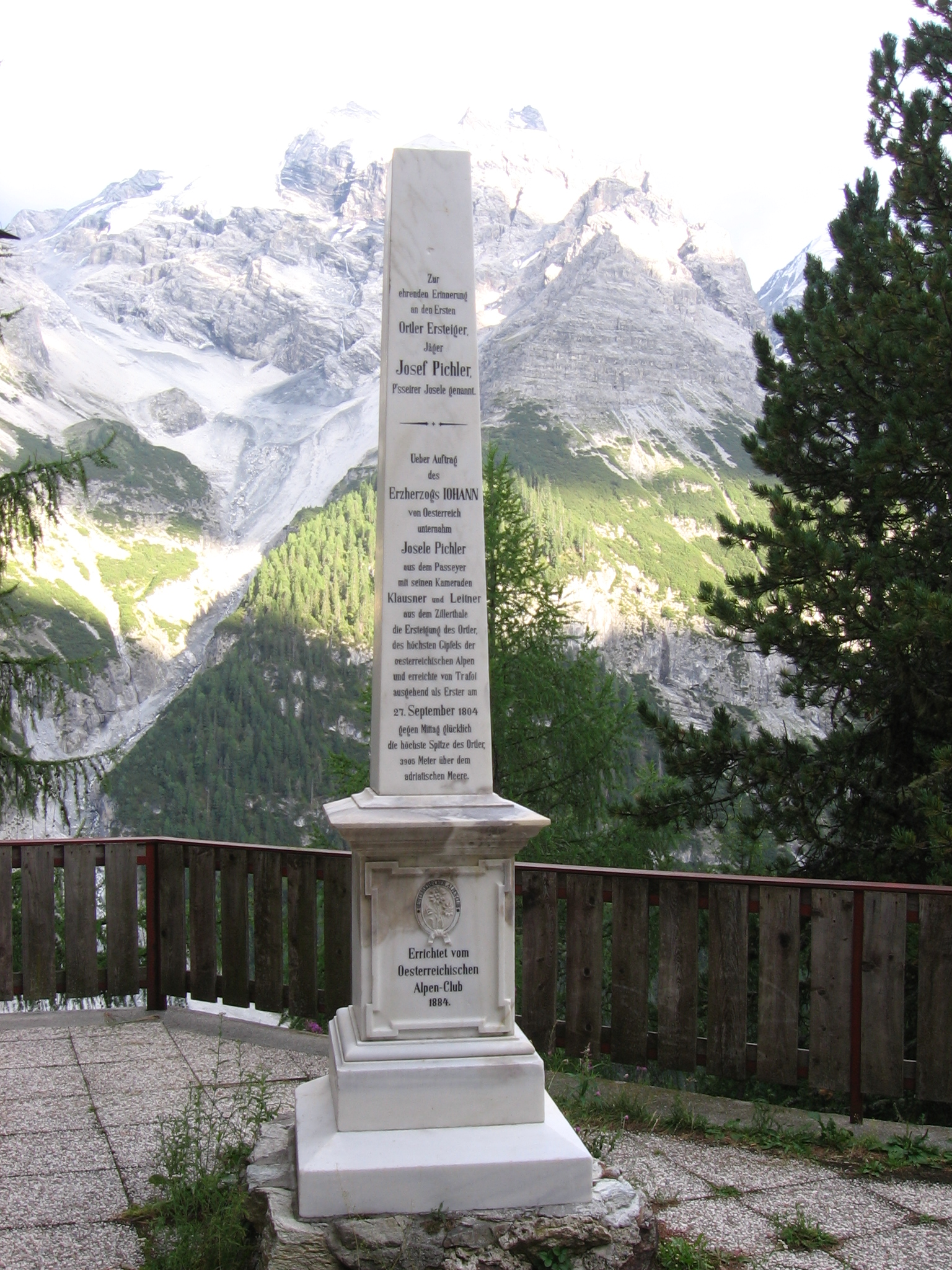
Obelisk upamiętniający pierwsze wejście na szczyt w 1804

Pierwszego wejścia na szczyt dokonano ponad dwieście lat temu (Josef Pichler, Johann Leitner, Johann Klausner, 27 IX 1804).
Wejście odbyło się granią Hintergrat, trudną i dostępną jedynie dla alpinistów. Jej trudności ocenia się ogólnie jako AD, z jednym miejscem IV-, i wieloma miejscami III; ponadto zachodzi konieczność pokonania stromego, eksponowanego pola lodowego o nachyleniu 40 stopni.
Innymi drogami, popularnymi w środowisku alpinistycznym są: Marltgrat - skalna droga o trudnościach D, z miejscami V, a także grań południowa biegnąca na wierzchołek od przełęczy Hochjoch. Grań południowa, połączona z wejściem na przełęcz Hochjoch wymagającą pokonania wysokich barier wiszących seraków stanowi poważną drogę śnieżno-mikstową, odpowiednią jedynie dla doświadczonych alpinistów.
Przez ścianę północno-zachodnią, o wysokości ponad 1000 m, pokrytą częściowo lodem, prowadzą wielkie drogi mikstowe o dużych trudnościach, stanowiące poważne wyprawy alpinistyczne.
Inną poważną, dwudniową wyprawą alpinistyczną jest trawersowanie trzech sąsiadujących ze sobą szczytów: Gran Zebrú, Mont Zebrú i Ortleru. Graniowe przejście na dużej wysokości ułatwia możliwość biwaku w niewielkim, niezagospodarowanym schronie umieszczonym na przełęczy Hochjoch położonej między Mont Zebrú i Ortlerem.
Natomiast normalna droga wejściowa stanowiąca stosunkowo nietrudną, lodowo-skalną drogę alpinistyczną (trudności PD+, miejsca II - III, nachylenie śniegu do 35 stopni) wiedzie od północy granią Tabarettagrat z obejściem jej ostrza po prawej stronie. Punktem wyjścia jest schronisko Payer Hütte (ok. 3000 m n.p.m.) lub nieco niżej położone schronisko Tabaretta Hütte. Wejście na szczyt ze schroniska Payer Hütte zajmuje w dobrych warunkach około 4 godziny, zejście - ok. 3 godzin. Nie jest to jednak droga przeznaczona dla zwykłych turystów górskich - wymaga umiejętności wspinaczki oraz asekuracji zarówno w skale jak i w lodzie, przechodzenia stromych i eksponowanych płatów lodowych, omijania lub przeskakiwania licznych szczelin w lodowcu, a ponadto narażona jest na spadające lawiny. Zanotowano na niej wiele wypadków. Drogą tą, schodząc z wierzchołka Ortleru zginął kilka lat temu ambasador Japonii, mimo iż prowadzony był przez zawodowego przewodnika z Innersulden. Wypadek nastąpił w pobliżu miejsca zwanego Niedźwiedzią Jamą, a jego przyczyną była lawina śnieżna. Zarówno ambasador jak i przewodnik ponieśli wówczas śmierć, porwani i zasypani przez masy śniegu.